# 충정공 황보인 묘역
충정공 황보인 묘역은 대한민국 경기도 파주시 법원읍 동문리에 있다. 2018년 11월 30일 파주시의 향토문화유산 제33호로 지정되었다.

## 지정 사유
충정공 황보인 묘역은 후대에 새로 조성되었으나 중종때의 묘표가 있어 희소성이 인정되며, 황보인의 인물사로 볼 때 계유정란과 관련된 절의파의 하나로 충효와 관련하여 숭모되어야 할 존재이므로 향토문화재로서의 가치가 인정된다.

## 같이 보기
- 황보인